# Гайник
Гайник (пол. Gajnik, нім. Hain) — село в Польщі, у гміні Мендзилесе Клодзького повіту Нижньосілезького воєводства.
Населення — 112 осіб (2011).
У 1975-1998 роках село належало до Валбжиського воєводства.

## Демографія
Демографічна структура станом на 31 березня 2011 року:
|          | Загалом | Допрацездатний вік | Працездатний вік | Постпрацездатний вік |
| -------- | ------- | ------------------ | ---------------- | -------------------- |
| Чоловіки | 60      | 9                  | 46               | 5                    |
| Жінки    | 52      | 7                  | 36               | 9                    |
| Разом    | 112     | 16                 | 82               | 14                   |